# Orgue Aeolian de l'église des Gets
 (juillet 2023).
Si vous disposez d'ouvrages ou d'articles de référence ou si vous connaissez des sites web de qualité traitant du thème abordé ici, merci de compléter l'article en donnant les références utiles à sa vérifiabilité et en les liant à la section « Notes et références ».

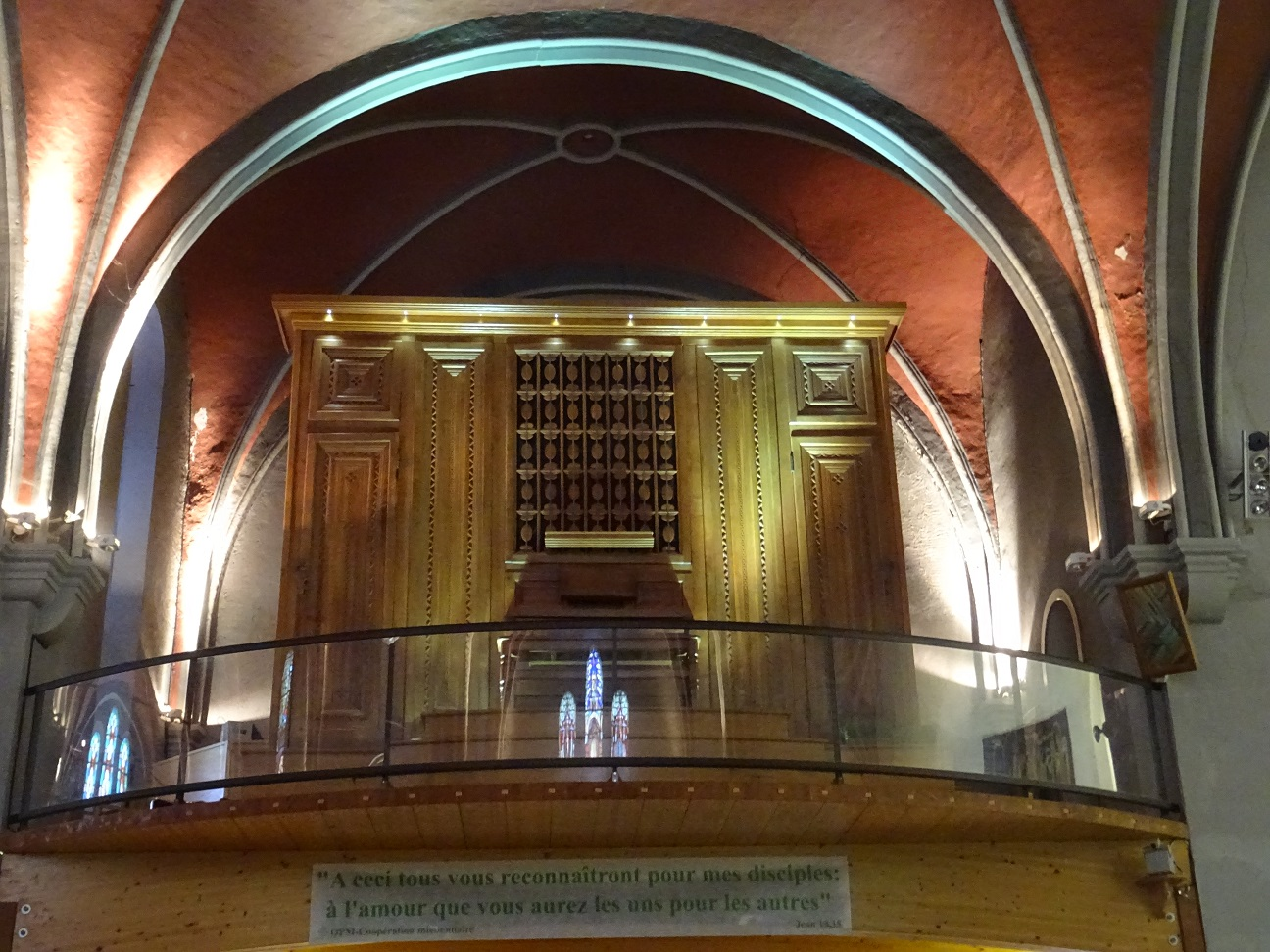
L'orgue placé sur sa tribune dans le bras nord du transept

L'orgue Aeolian de l'église des Gets est un orgue philharmonique, ayant initialement appartenu à un richissime anglais, et installé depuis 1994 dans l'église de la Nativité de Marie aux Gets en Haute-Savoie. Il dispose d'une console manuelle et d'un mécanisme lui permettant de jouer automatiquement, serait unique en Europe et est classé Monument historique.

## Historique
C'est à l'origine un très grand orgue de salon réalisé en 1910 par l'entreprise américaine Aeolian Company (en), spécialisée dans les instruments de musique automatiques. Il est acquis par George Davison, un photographe anglais devenu richissime, amateur de musique et plus ou moins philanthrope qui le fait installer en 1914 dans son hôtel particulier à Londres. 
Quittant l'Angleterre pour raisons de santé, Davison part ensuite vivre sur la Côte d'Azur, au Cap d'Antibes, dans une grande résidence ou il terminera sa vie et où l'instrument est transféré en 1923. Davison meurt en 1930 et la propriété (« Le Château des Enfants ») reste propriété de la famille jusqu'en 1955, date de sa revente pour être transformée en hôtel.
Le réaménagement de l'hôtel aurait pu amener à la disparition de l'instrument s'il n'avait été récupéré par Marc Fournier, un spécialiste des limonaires, puis remarqué en 1988 par le Musée de la Musique Mécanique des Gets. L'association gérant le musée l'acquiert grâce au concours du Ministère de la Culture et du département de la Haute Savoie, afin de le restaurer en état de fonctionnement et de l'installer dans l'église. Il est classé Monument Historique dès le 28 novembre 1989. 
La restauration est menée conjointement par trois entreprises spécialisées dans les instruments de musique mécaniques, les limonaires ou la facture d'orgue ; elle dure plus de trois ans entre 1991 et 1994 pour un coût de 365 000 € supportés par le Ministère de la Culture (40 %), la Région Rhône-Alpes (20 %), le département de Haute Savoie (30 %) et l'Association pour la Musique Mécanique (10 %). La commune des Gets, quant à elle, prend en charge l'installation, dans le bras nord du transept, de la tribune en bois lamellé-collé devant supporter l'instrument, ainsi que les différents travaux annexes nécessités dans l'église. L'orgue fait face, dans le bras sud du transept, à un grand vitrail figurant Notre-Dame de Lourdes entourée des saints Dominique et Bernard, tous deux particulièrement actifs dans la promotion de la dévotion à la Vierge.
L'inauguration et la bénédiction de l'instrument ont lieu le 15 juillet 1994. Depuis lors, des concerts sont régulièrement organisés, mettant en œuvre les commandes manuelle ou automatique de l'instrument.

## Description
L'orgue mesure 6 mètres de large, 5,5 mètres de hauteur et 5 mètres de profondeur. La façade du buffet est en noyer d'Ancône, si bien que les tuyaux ne sont ordinairement pas visibles. Lors de l'installation dans l'église, l'habillage latéral a toutefois été réalisé en panneaux transparents afin de pouvoir voir les tuyaux, les soufflets et le carillon. 
La console est placée en avant de la tribune, possède deux claviers (grand orgue et écho) de 61 notes avec accouplement et un pédalier de 30 notes. L'orgue possède 13 jeux pour un total de 1000 tuyaux (jeux à bouche, jeux d'anches et mixture à 5 rangs) ; il y a aussi deux grands métallophones de 49 notes et un carillon de 20 notes. La transmission est électro-pneumatique. Des volets d'expression peuvent être commandés depuis la console. 
En outre l'instrument est muni d'un dispositif mécanique permettant de jouer automatiquement de la musique enregistrée sur des rouleaux de papier perforé (il en existe un millier, avec de la musique classique ou légère). 